# Stonava
Stonava é uma comuna checa localizada na região de Morávia-Silésia, distrito de Karviná‎.

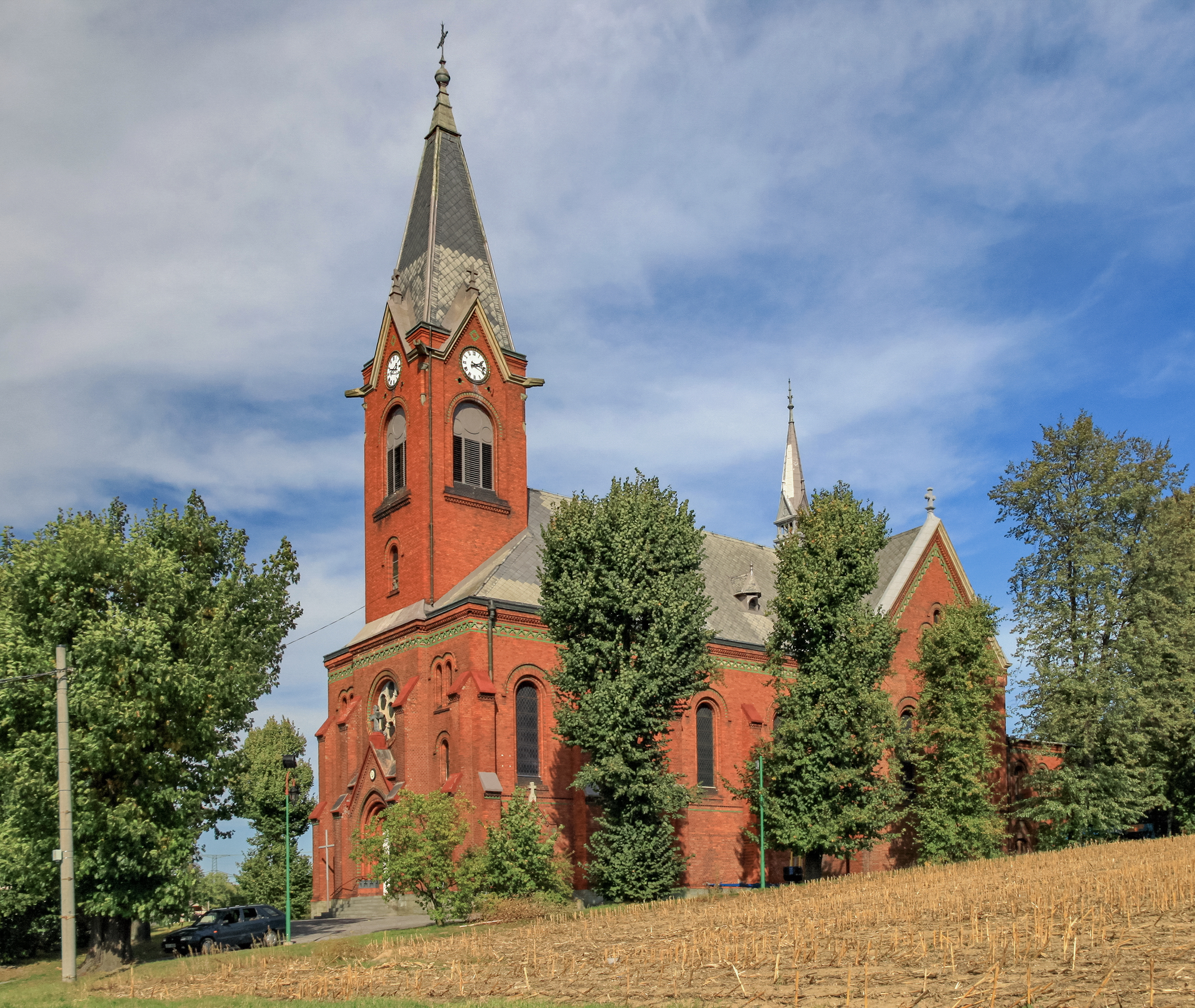
Igreja de Santa Maria Madalena